# Локтіонов Олександр Дмитрович
Олекса́ндр Дми́трович Локтіо́нов (23 серпня 1893, село Верхній Любаж Фатезького повіту Курської губернії, тепер Курської області, Російська Федерація — розстріляний 28 жовтня 1941, селище Барбиш Куйбишевської області, Російська Федерація) — радянський військовий діяч, генерал-полковник. Депутат Верховної Ради СРСР 1-го скликання (1937—1941). Кандидат у члени ЦК ВКП(б) (1939—1941).

## Біографія
Народився в селянській родині. З початком Першої світової війни в 1914 році призваний в російську імператорську армію, зарахований рядовим Павлівського лейб-гвардійського полку. У 1915 році закінчив полкову навчальну команду і продовжив службу в полку унтер-офіцером.
У 1916 році закінчив Оранієнбаумську школу прапорщиків. З 1916 року брав участь у боях Першої світової війни на Західному і Південно-Західному фронтах. Служив командиром роти Полтавського 30-го піхотного полку, командиром роти Фінляндського лейб-гвардії полку.
Після Лютневої революції 1917 року був обраний членом полкового солдатського комітету Фінляндського полку, також був командиром батальйону і помічником командира цього полку. Останнє військове звання — поручник.
З 1918 року — в Червоній армії. На фронтах Громадянської війни з 1918 року воював у 604-му стрілецькому полку: командир батальйону, помічник командира полку, з вересня 1919 року — командир полку. Наприкінці 1919 року призначений командиром 70-го стрілецького полку. З 1920 року — командир 27-ї стрілецької бригади 9-ї стрілецької дивізії. Воював на Південному і Кавказькому фронтах проти армій генерала Денікіна та барона Врангеля в Криму.
Член РКП(б) з 1921 року.
З червня 1921 року командував 97-ю стрілецькою бригадою РСЧА, з травня 1922 року — 33-ю стрілецькою дивізією.
У 1923 році закінчив Вищі академічні курси.
З липня 1923 року — помічник командира 2-ї Тульської стрілецької дивізії. З жовтня 1924 року — командир 2-ї Білоруської стрілецької дивізії.
У 1928 році закінчив курси удосконалення вищого командного складу при Військовій академії імені Фрунзе, а у 1930 році — курси партійно-політичної підготовки командирів-єдиноначальників при Військово-політичній академії імені Толмачова.
З листопада 1930 року — командир і комісар 4-го стрілецького корпусу РСЧА.
З грудня 1933 по травень 1935 року — помічник командувача військ Білоруського військового округу з авіації.
З травня 1935 по серпень 1937 року — помічник командувача військ Харківського військового округу з авіації.
У серпні — листопаді 1937 року — командувач військ Середньоазіатського військового округу
23 листопада 1937 — 19 листопада 1939 року — начальник Управління Військово-повітряних сил РСЧА.
У листопаді 1939 — 11 липня 1940 року — заступник народного комісара оборони СРСР з авіації.
11 липня 1940 — 13 січня 1941 року — перший командувач військ Прибалтійського Особливого військового округу, створеного на території приєднаних до СРСР Латвії, Литви і Естонії.
У грудні 1940 року зарахований в розпорядження народного комісара оборони СРСР. За іншими даними, у березні 1941 року, зважаючи на хворобу, був направлений на лікування в Москву і зарахований в розпорядження народного комісара оборони СРСР.
11 березня 1941 року РНК СССР затвердив секретну постанову № 501—213с «Про незаконне вивезення генерал-полковником Локтіоновим в Москву меблів і посуду із займаної ним квартири в місті Ризі», зобов'язавши Локтіонова повернути усі вивезені з Риги меблі назад і сплатити вартість їх перевезень в обидва кінці.
Заарештований 19 червня 1941 року. Перебував у внутрішній в'язниці НКВС СРСР в Москві, а після початку німецько-радянської війни вивезений в місто Куйбишев (тепер Самара). Розстріляний 28 жовтня 1941 року з групою інших генералів без суду на підставі розпорядження Лаврентія Берії. У жовтні 1955 року посмертно реабілітований.

## Нагороди
- два ордени Червоного Прапора (23.03.1923, 22.02.1938)
- орден Червоної Зірки (1936)
- медаль «XX років Робітничо-Селянській Червоній Армії» (22.02.1938)

## Військові звання
- Комкор (20.11.1935)
- Командарм 2-го рангу (22.02.1938)
- Генерал-полковник (4.06.1940)